# Rychle a zběsile 9
Rychle a zběsile 9 (v anglickém originále F9) je americký akční film z roku 2021. Režie se ujal Justin Lin a scénáře Daniel Casey a Justin Lin. Jde o devátý film filmové série Rychle a zběsile. Ve snímku hrají hlavní role Vin Diesel, Michelle Rodriguez, Jordana Brewster, Tyrese Gibson, Chris Bridges, Nathalie Emmanuel, Kurt Russell, Sung Kang, Charlize Theronová a John Cena.

## Obsazení
| Vin Diesel               | Dominic Toretto       |
| Vinnie Bennet            | mladý Dominic Toretto |
| Michelle Rodriguez       | Letty Ortiz           |
| Jordana Brewster         | Mia Torettová         |
| John Cena                | Jakob Toretto         |
| Finn Cole                | mladý Jakob Toretto   |
| Tyrese Gibson            | Roman Pearce          |
| Chris „Ludacris“ Bridges | Tej Parker            |
| Nathalie Emmanuel        | Ramsey                |
| Kurt Russell             | Pan Nikdo             |
| Sung Kang                | Han Lue               |
| Anna Sawai               | Elle                  |
| Charlize Theron          | Cipher                |
| Thue Ersted Rasmussen    | Otto                  |
| Helen Mirren             | Magdalena Shaw        |
| Lucas Black              | Sean Boswell          |
| Bow Wow                  | Twinkie               |
| Jason Tobin              | Earl Hu               |
| Don Omar                 | Rico Santos           |